# Кішкурно Олена Петрівна
Оле́на Петрі́вна Кішкурно́ (5 травня 1976, Харків, УРСР, СРСР) — українська художниця.
З 1993 року навчалася в Харківському державному художньому училищі в академіка Г. С. Коробова, Ю. Л. Дятлова і у 1999 році закінчила училище з відзнакою. У 2004 році з відзнакою закінчила Харківську державну академію дизайну і мистецтв (відділення «Реставрація станкового і монументального живопису»).
З 1999 року — учасниця обласних, всеукраїнських і закордонних виставок. З 2002 року проводить персональні виставки.
У 2002 році — переможець конкурсу «Молода людина року — 2002» у номінації «Освіта, культура і мистецтво».
З 2004 року — викладач Харківської державної академії дизайну і мистецтв, кафедра «Реставрації станкового і монументального живопису».
У 2005 році — стипендіат Харківської Облдержадміністрації в області культури і мистецтва в номінації «Образотворче мистецтво» імені С. І. Васильківського (Обдарована творча молодь).
З 2005 року — член Національної спілки художників України. Творча спеціальність — живописець.
У 2013 році — включена до каталогу «Women in Art. The great female artists from the middle ages to the modern era» (ISBN: 978-3-9503574-1-7 (англ.))
Основні напрямки діяльності - живопис (портрет, пейзаж, натюрморт), іконопис, реставрація творів мистецтва.

## Учасниця виставок
- Всеукраїнська виставка «Мальовнича Україна», Черкаси, 1999;
- Всеукраїнська виставка, присвячена 155-річчю І. Ю. Рєпіна, Харків, 1999;
- Всеукраїнський осінній салон, Київ, 1999;
- Всеукраїнська виставка, присвячена 2000-річчю Різдва Христова, Харків, 2000;
- Всеукраїнська виставка, присвячена Дню художника, Харків, 2001;
- Всеукраїнська виставка «Мальовнича Україна», Донецьк, 2002;
- Всеукраїнська виставка присвячена Дню художника, Харків, 2002;
- Міжнародна виставка українського мистецтва «Розмаїття кольорів», що проходила в рамках культурної програми Олімпійських Ігор в Афінах (Греція), 2004;
- Всеукраїнська виставка «Мальовнича Україна», присвячена Дню художника, Харків, 2004;
- Всеукраїнська Різдвяна виставка, Харків, 2004;
- Всеукраїнська Різдвяна виставка, Київ, 2005;
- Всеукраїнська виставка «Мальовнича Україна», Київ, 2006;
- Виставка викладачів і студентів Харківської державної академії дизайну і мистецтв у галереї АВЕК, Харків, 2007;
- Щорічна Різдвяна виставка в Будинку Художника, Харків, 2008;
- 10-а виставка творчих робіт викладачів, співробітників і студентів вищих навчальних закладів Харківщини, Харків, 2008;
- Виставка присвячена міжнародному Жіночому дню 8 березня, Будинок Художника, Харків, 2009;
- Участь у створенні постійної експозиції Національної галереї портретів видатних українців «Українці у світі» в Українському Домі, Київ, 2009;
- Виставка «Петрівські кольори», с. Петрівка, Харківської обл., 2009;[1]
- Виставка в Полтавському художньому музеї «Пізнай свою країну», Полтава, 2009;
- Всеукраїнська Різдвяна виставка, Харків, 2009;
- Виставка українського мистецтва у галереї «Nuovo Spazio», Удіне — Венеція, Італія, 2010;[2]
- Виставка «Весняний калейдоскоп» у галереї «Маестро», Харків, 2011;[3]
- Виставка «Сонячний день» в Художньо-меморіальному музеї І. Ю. Рєпіна, Чугуїв, 2011.

## Персональні виставки
- Персональна виставка «Сонячна Слобожанщина», Гуманітарний Центр Харківського Автомобільно-Дорожнього Університету, Харків, 2002;
- Персональна виставка в рамках Виставки творів молодих художників, Будинок Художника, Харків, 2005;
- Персональна виставка «Стежками натхнення» у галереї «Маестро», Харків, 2007;
- Персональна виставка «Там, де світло» у виставочному залі Харківської державної академії дизайну і мистецтв, Харків, 2007.[4]